# Takahito Soma
Pour les articles homonymes, voir Soma.
Takahito Soma (相馬 崇人, Soma Takahito) est un footballeur japonais né le 10 décembre 1981 à Kawasaki. Il évolue au poste de défenseur latéral gauche.

## Palmarès

### Urawa Red Diamonds
- Vainqueur de la Ligue des champions de l'AFC en 2007
- Champion du Japon en 2006
- Vainqueur de la Coupe du Japon en 2006

### Tokyo Verdy
- Vainqueur de la Coupe du Japon en 2004
- Vainqueur de la Supercoupe du Japon en 2005